# Страда, Джино
Джино Страда (итал. Gino Strada, 21 апреля 1948 — 13 августа 2021) — итальянский врач, организатор медицинской помощи в зонах вооруженных конфликтов в Руанде, Афганистане, Ираке, Судане и в других странах, основатель сети благотворительных медицинских центров Emergency, лауреат корейской премии мира Сонхак 2017 года.

## Ранняя жизнь и образование
Джино Страда родился 21 апреля 1948 года в миланском пригороде Сесто-Сан-Джованни. После окончания лицея Джозуэ Кардуччи он изучал травматологию в Миланском университете и окончил его в 1978 году, получив специализацию в области неотложной хирургии. Затем он учился и проходил стажировку в качестве хирурга по пересадке сердца и легких в нескольких крупных больницах за пределами Италии, включая медицинские центры Стэнфордского университета и Питтсбургского университета в Соединенных Штатах Америки, а также больницу Groote Schuur в Кейптауне, ЮАР.

## Карьера
Страда работал врачом в больнице в Ро и вскоре решил сосредоточиться на травматологической хирургии и лечении жертв войны. В 1988 году он начал работать хирургом в Международном комитете Красного Креста в зонах конфликтов: Пакистан, Эфиопия, Перу, Афганистан, Таиланд, Джибути, Сомали и Босния.

## Организация «Emergency»
В 1994 году Страда вместе со своей женой и группой коллег основал Emergency — медицинскую гуманитарную организацию со штаб-квартирой в Милане. С тех пор Emergency оказала помощь миллионам пациентов по всему миру. Первый проект Страды под флагом Emergency был реализован в Руанде во время геноцида в 1994 году. Позднее — в Ираке, Камбодже, Эритрее и Афганистане. На протяжении карьеры Страда уделял главное внимание оказанию помощи жертвам войны и тем, кто в результате войны не имел доступа к медицинской помощи, что делало их уязвимыми для предотвратимых заболеваний.    

### Проекты в Азии
Emergency завершила проекты в Азии: в Афганистане, Камбодже, Ираке, Непале, Палестине и Шри-Ланке. Завершение проектов состояло в передаче созданных и находящихся под управлением Emergency лечебных учреждений в ведение местных органов здравоохранения. 

### Афганистан
Первая больница скорой помощи в Афганистане была создана в 2000 году в Кабуле после того, как Талибан передал организации Страды бывший детский сад, построенный СССР.
После вторжения США в Афганистан Страда вел переговоры с лидером Талибана Мухаммедом Омаром с целью организации работы госпиталя за линией фронта. В 2003 году Страда открыл родильный дом в Афганистане, который стал главным в Панджшерском ущелье и близлежащих провинциях. Центр был признан министерством здравоохранения Афганистана специализированным центром по гинекологии, акушерству и педиатрии. К 2013 году Emergency управляла четырьмя больницами и 34 клиниками, в то время как Красный Крест вывел 95% своего персонала из страны по причине окончания войны. Страда утверждает, что с 2001 года и по сей день «силы НАТО» не построили гражданских больниц в Афганистане. 
Организация Страды Emergenncy работает в Афганистане с 1999 года, где оказала помощь более 8 миллионам пациентов. Emergency управляет хирургическим центром для жертв войны и наземных мин в Кабуле, управляет хирургическим центром в Лашкаргахе единственным бесплатным специализированным учреждением в провинции Гильменд и в отдаленных районах, вокруг которого расположены пункты первой помощи. Он управляет двумя центрами в районе Анабах: медико-хирургическим центром, открытым в 1999 году, и родильным домом, открытым в 2003 году. Как и в случае с другими проектами, была создана сеть пунктов первой помощи и клиник первичной медико-санитарной помощи, подключенных к центру. 

### Ирак
Организация Emergency была создана в Ираке в 1995 году и в основном занималась оказанием помощи жертвам наземных мин, пострадавшим во время конфликта 1981–1988 годов. Центр реабилитации и социальной реинтеграции Сулеймании предоставляет услуги физиотерапии, протезирования для людей с ампутированными конечностями и курсы профессиональной подготовки. В 2017 году была возобновлена работа хирургического центра в Эрбиле, переданного местным властям в 2005 году. Решение было принято из-за близости госпиталя к месту битвы за Мосул. В течение всего года организация оказывала бесплатную медицинскую помощь жертвам войны. После окончания острой фазы боевых действий госпиталь был передан в ведение местных властей, за время его работы было проведено 1749 хирургических операций, в основном при огнестрельных ранениях и осколочных ранениях.

### Африка
В 2007 году Страда открыл Центр кардиохирургии «Салам» в столице Судана Хартуме, первую больницу в регионе, предлагающую бесплатную высококачественную кардиохирургию пациентам, которые в противном случае не смогли бы получить доступ к лечению. Страда работал в центре до 2014 года, лечил пациентов из 30 разных стран, как в Африке, так и за ее пределами. Идея создания Центра кардиохирургии Салам возникла из убеждения Страды в том, что основа свободы и качества человека в отношении достоинства и прав должна также распространяться на право на бесплатное лечение без дискриминации.
Эта вера также привела к тому, что в 2009 году Страда внес свой вклад в создание ANME (Африканской сети медицинского совершенства, англ. African Network of Medical Excellence) с целью содействия строительству медицинских центров передового опыта по всей Африке на основе модели Центра кардиохирургии Салама.  В 2017 году началось строительство второго центра как части сети Центра передового опыта в области детской хирургии в Энтеббе, Уганда на основе плана, составленного другом Страды, Ренцо Пиано.

## Личная жизнь
Страда был женат на Терезе Сарти, которая вместе со своим мужем была соучредителем Emergency и президентом организации. У них есть дочь Сесилия Страда (р. 1979), журналистка. Вскоре после смерти Терезы в Милане 1 сентября 2009 года Сесилия была избрана на пост президента Emergency. 
У Страды было заболевание сердца, и он перенес операцию по шунтированию сердца после перенесенного сердечного приступа в Иракском Курдистане, когда он и его команда попали под обстрел со стороны сил Саддама Хусейна. В июне 2021 года Страда женился на Симонетте Гола, менеджере по коммуникациям Emergency. 13 августа 2021 года он умер от сердечного приступа во время отпуска в Руане, Франция, в возрасте 73 лет.

## Известные высказывания
- «Если в данный момент какой-либо человек страдает, болен или голодает, это должно беспокоить всех нас, потому что игнорировать страдания человека — всегда акт насилия, один из самых трусливых»[9].

## Публикации
- Gino Strada, Pappagalli verdi: cronache di un chirurgo di guerra, 2000, ISBN 88-07-17032-9.
- Gino Strada, Buskashi. Viaggio dentro la guerra (A Journey inside war), 2003, ISBN 88-07-17069-8.
- Gino Strada, Howard Zinn Green Parrots. A war surgeon's diary, 2004, ISBN 88-8158-524-3.
- Gino Strada, Howard Zinn Just war, 2005, ISBN 88-8158-572-3.

## Награды
- В 2001 году Страда получил журналистскую премию «Золотые голуби мира» (англ. Golden Doves for Peace), присуждаемую итальянским научно-исследовательским институтом[32].
- Астероид 248908 Джинострада, открытый итальянским астрономом-любителем Винченцо Казулли в 2006 году, был назван в его честь.
- В 2015 году Страда был награждён премией Right Livelihood Award [33]
- В 2016 году Страда стал лауреатом премии мира Sunhak Peace Prize вместе с Сакеной Якуби[34].